# San Francisco (Agusan del Sur)
San Francisco is een gemeente in de Filipijnse provincie Agusan del Sur op het eiland Mindanao. Bij de laatste census in 2007 had de gemeente bijna 63 duizend inwoners.

## Geografie

### Bestuurlijke indeling
San Francisco is onderverdeeld in de volgende 27 barangays:
| - Alegria - Barangay 1 - Barangay 2 - Barangay 3 - Barangay 4 - Barangay 5 - Bayugan - Bitan-agan - Borbon - Buenasuerte - Caimpugan - Das-agan - Ebro - Hubang | - Karaus - Ladgadan - Lapinigan - Lucac - Mate - New Visayas - Ormaca - Pasta - Pisa-an - Rizal - San Isidro - Santa Ana - Tagapua |

## Demografie
San Francisco had bij de census van 2007 een inwoneraantal van 62.881 mensen. Dit zijn 5.913 mensen (10,4%) meer dan bij de vorige census van 2000. De gemiddelde jaarlijkse groei komt daarmee uit op 1,37%, hetgeen lager is dan het landelijk jaarlijks gemiddelde over deze periode (2,04%). Vergeleken met de census van 1995 is het aantal mensen met 12.037 (23,7%) toegenomen.

De bevolkingsdichtheid van San Francisco was ten tijde van de laatste census, met 62.881 inwoners op 392,53 km², 160,2 mensen per km².